# Mildenitz
Mildenitz är en 62 km lång biflod till Warnow i det nordtyska förbundslandet Mecklenburg-Vorpommern. Ån avvattnar en yta av 523 km² och har en medelvattenföring av 3,38 m³/s (vid Sternberg).

## Sträckning

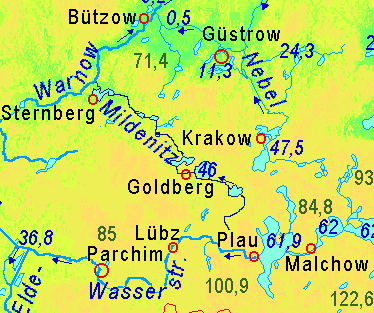
Mildenitzs läge i Mecklenburg

Åns källa är belägen väster om sjön Plauer See i distriktet  Ludwigslust-Parchim. Därifrån rinner Mildenitz i nordlig riktning och genomflyter sjön Damerower See. Därefter vänder sig ån mot nordväst och genomflyter olika sjöar, till exempel sjön Goldberger See och sjön Dobbertiner See. Norr om staden Sternberg mynnar ån ut i Warnowfloden.